# Dschabal Ram
Dschabal Ram (arabisch جبل رم, DMG Ǧabal Ramm; auch Jabal Ram oder Jabal Rum) ist ein 1734 m hoher Berg im Süden von Jordanien am Rand des Wadi Rum. Er wird häufig als höchster Berg Jordaniens bezeichnet, andere Quellen sehen den Dschabal Umm ad-Dami mit 1854 m als höchste Erhebung des Landes.
Das bekannteste Baudenkmal im Wadi ist am Fuß des Berges die Ruine eines Tempels aus dem 1. Jahrhundert n. Chr. für die Göttin al-Lat.